# Yucatania sphaeroidocladus
Yucatania sphaeroidocladus is een sponssoort in de taxonomische indeling van de gewone sponzen (Demospongiae). Het lichaam van de spons bestaat uit kiezelnaalden en sponginevezels, en is in staat om veel water op te nemen. 
De spons behoort tot het geslacht Yucatania en behoort tot de familie Thrombidae. De wetenschappelijke naam van de soort werd, als Thrombus sphaeroidocladus, voor het eerst geldig gepubliceerd in 1999 door Hartman & Hubbard.